# Parafia Najświętszej Maryi Panny Różańcowej w Oławie
Parafia NMP Różańcowej w Oławie – parafia rzymskokatolicka znajdująca się w dekanacie Oława w archidiecezji wrocławskiej. Obsługiwana przez kapłanów archidiecezjalnych. Erygowana w 2003. Mieści się przy ulicy Polnej.
Kościół parafialny został konsekrowany 7 października 2003 przez kard. Henryka Gulbinowicza.
Od 2023 proboszczem jest ks. Zdzisław Paduch.

## Zasięg parafii
Ulice: Astrów, Bratków, Chabrów, Cicha, Dąbrowskiego, Małodworcowa, Morelowa, Ogrodowa, Opolska, Partyzantów, Polna, Pułaskiego, Słoneczna, Spokojna, Tęczowa, Tulipanów, Wrzosowa.